# Adelphocoris reichelii

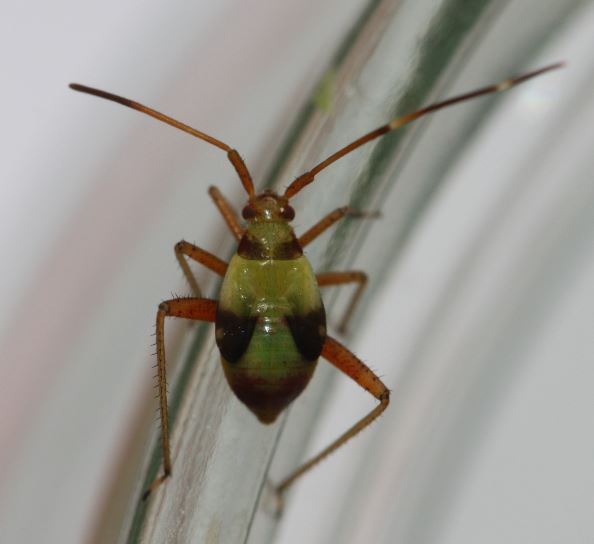
Nymphe (letztes Stadium) von Adelphocoris reichelii

Adelphocoris reichelii ist eine Wanzenart aus der Familie der Weichwanzen (Miridae).

## Merkmale
Die Wanzen werden 8 bis 9,3 Millimeter lang. Der dunkel gefärbte Halsschild besitzt an der Basis einen hellen Rand sowie an der Basis mittig eine kleine helle Einbuchtung. Das Scutellum ist an der Basis der Seiten orange, an der Basis mittig weiß sowie im mittleren Bereich dunkel gefärbt. Das Corium besitzt eine cremefarbene Grundfärbung. Der Clavus sowie ein dreiecksförmiger Bereich nahe dem Übergang zum Cuneus ist ebenfalls dunkel gefärbt. Der Cuneus ist weiß, die Membran dunkel. Die eingeklappten Flügel erscheinen aufgrund der Musterung als helles X. Die Beine sind hellrot. Der Kopf hat ebenfalls eine hellrote Färbung. Das basale Fühlerglied ist verdickt und hellrot. Das anschließende Fühlerglied ist am apikalen Ende dunkel. Die Übergänge der äußeren Fühlerglieder sind weiß.

## Vorkommen und Lebensraum
Die Art kommt in der Paläarktis vor. Ihr Verbreitungsgebiet reicht von Europa über Sibirien bis in den Fernen Osten (China, Japan). In Europa ist sie in Mittel- und Osteuropa vertreten.
Das typische Habitat von Adelphocoris reichelii bilden Waldränder und lichte Wälder.

## Lebensweise
Die phytophagen Wanzen findet man häufig an Wachtelweizen (Melampyrum), insbesondere an Wiesen-Wachtelweizen (Melampyrum pratense). Die ausgewachsenen Wanzen beobachtet man hauptsächlich im Juli und August. Die Art überwintert als Ei.

## Belege